# Chronologie des faits économiques et sociaux dans les années 1970
Chronologie de l'économie
Années 1960 - Années 1970 - Années 1980
Les sociétés occidentales, après l’invention de la pilule contraceptive et avant que ne surgisse le virus du sida, c’est-à-dire pendant les années 1970, pratiquent un hédonisme certain, observe Dominique Sels : « les années soixante-dix cultivent l’amour libre, cette scène s’est refermée aujourd’hui. Le plaisir explose, on l’honore, on s’incline devant lui (...) ; comme si une rétroactivité pouvait s’appliquer, on veut se rattraper. ». Cet hédonisme vaudra à la décennie le surnom de parenthèse enchantée.

## Événements
- 15 août 1971 : fin du « Gold Exchange Standard » ; effondrement du système monétaire issu des accords de Bretton Woods en 1944. Le président Richard Nixon décide l’inconvertibilité du dollar par rapport à l’or, à la suite des tensions permanentes sur cette monnaie. Cette décision est prise sans consulter les partenaires (autres pays occidentaux et Japon). Or le système monétaire international reconstruit à Bretton Woods en 1944 reposait sur deux piliers principaux. Un système de changes fixes entre monnaies (avec de très faibles marges de fluctuations) et la reconnaissance du dollar comme monnaie de réserve internationale (as good as gold), on a parlé de Gold Exchange Standard (étalon de change or). L’accumulation des déficits américains encore accrus par les dépenses afférentes à la guerre du Viêt Nam entraînait dans les années 1960 et dans les premières années de la décennie 1970 de très fortes pressions sur la monnaie américaine. Or sa fonction de monnaie de réserve mondiale gênait fort peu les États-Unis et ne les incitait pas à mieux contrôler leurs déficits. Le dollar étant convertible en or, tout au moins dans les échanges entre banques centrales, le danger que les autres pays exigent la conversion en or de leurs excédents de dollars était sérieux, ce qui permet de comprendre la décision de Nixon. Avec ce « Diktat » américain le système de Bretton Woods entrait en agonie, puisque la valeur de toutes les monnaies étaient déterminées par référence à un poids d'or, les pressions sur le dollar ne pouvaient qu’empirer, ce qui se produisit. Plusieurs réunions, notamment à Washington en décembre 1971 (accords de Washington du 18 décembre 1971) eurent lieu pour s’accorder sur une dévaluation de la devise américaine et tenter un replâtrage du système, en février 1973 la faiblesse du dollar conduisait à un réajustement des parités, insuffisant toutefois pour enrayer la poursuite de sa chute. En mars 1973 intervenait l’abandon de la fixité des taux de change des diverses monnaies par rapport à l’étalon dollar, ce qui permettait aux banques centrales des autres pays de cesser d’acheter du dollar pour maintenir sa parité, selon les règles du jeu du système en vigueur. Un nouveau système monétaire international dit de « changes flottants » voit donc le jour[3]. Il est toujours en vigueur en 2004, même si depuis cette époque l’euro a fait son apparition.

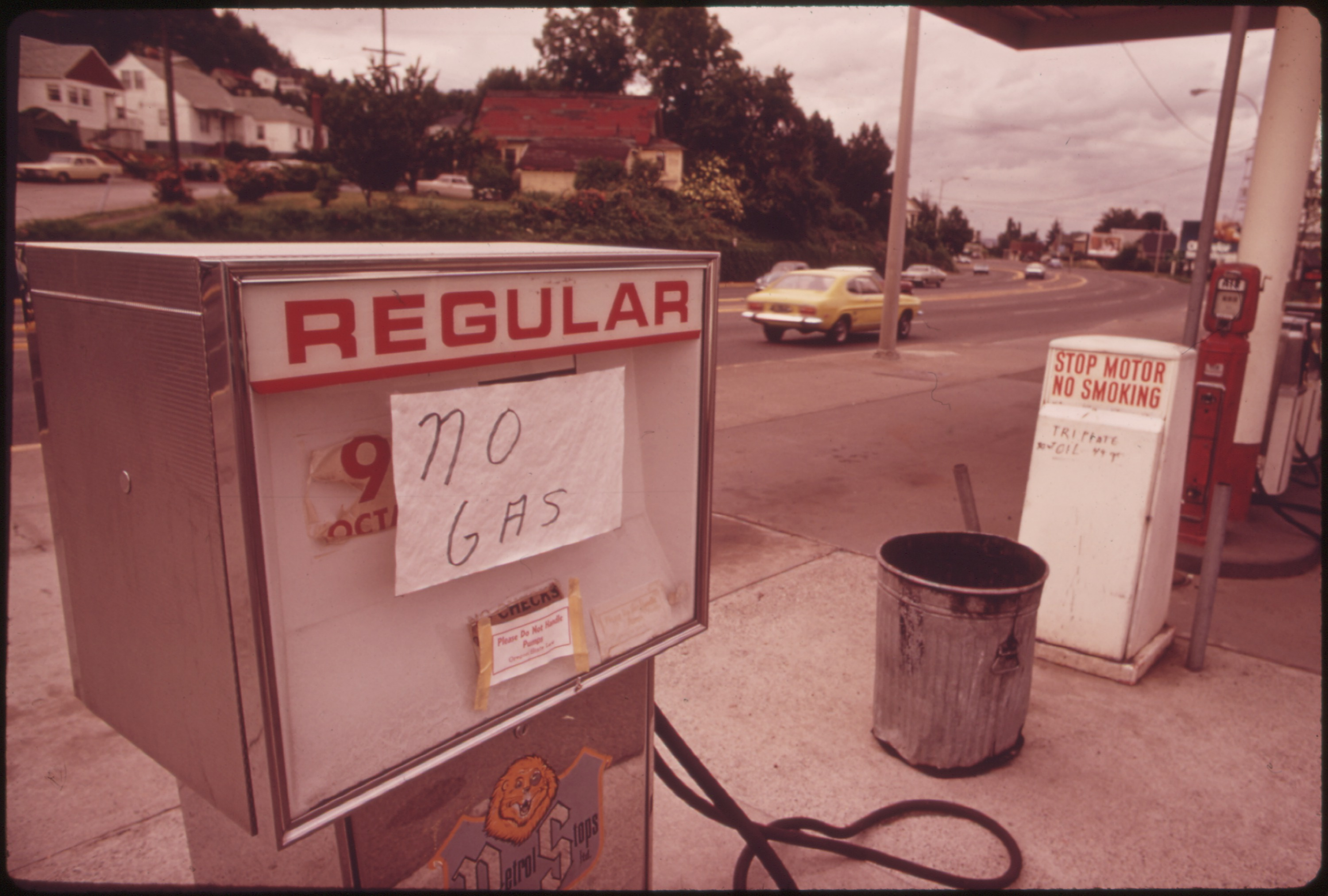
Pénurie de carburant aux États-Unis en juin 1973.

- 1973 et 1979 : premier et deuxième chocs pétroliers déclenchés par l’OPEP[4], le second étant aggravé par la flambée générale du prix des matières premières. Les hauts prix du pétrole procurent aux États producteurs d’énormes revenus (23 milliards de dollars en 1972, 140 en 1977) qu’ils s’empressent de dépenser en armements, biens de consommation ou investissements. Ponction sur le pouvoir d’achat des pays acheteurs via l'inflation. Le choc pétrolier entraîne la déréglementation du marché des changes[5] et le développement des eurodollars[6]. Les pays développés connaissent la période de récession la plus longue depuis la Seconde Guerre mondiale.
- Septembre 1973-avril 1979 : Tokyo Round[7].

### Afrique
- 1970 :
  - la dette publique extérieure s’élève en 1970 à 5 % du montant des exportations de biens et de services de l’Afrique subsaharienne (10,9 % en 1980 et 19,3 % en 1990, Afrique du Sud non comprise).
  - les exportations africaines représentent en 1970 2,4 % des exportations mondiales (1 % en 2000, dont 40 % pour le pétrole) ; la part de l’Afrique dans le commerce mondial passe de 4 % à 2 % entre 1970 et 1995.
- 1971 : la septième pandémie de choléra atteint l'Afrique[8].
- 1973 :
  - sécheresse au Sahel (Mali, Mauritanie, Sénégal, Haute-Volta, Niger, Tchad). Au Mali, elle est responsable d’environ 100 000 morts par sous-alimentation[9]. Création du Comité inter-État de lutte contre la sécheresse au Sahel[10].
  - zaïrianisation au Zaïre ; nationalisation de toutes les entreprises étrangères[11].
  - l'Algérie et la Libye nationalisent à 51 % la production de pétrole[12].
  - quatre pays totalisent à eux seul plus des trois quarts des dépenses militaires du continent africain : l’Égypte (37,4 %), le Nigeria (19,8 %), l’Afrique du Sud (12,6 %) et la Libye (6,16 %). Le total des ventes d’armes en Afrique de 1973 à 1983 se répartit entre l’Union soviétique (41,4 %), la France (12,5 %), les États-Unis (9,6 %), l’Italie (5,4 %), la RFA (4,8 %), le Royaume-Uni (3,7 %), divers (22,6 %).
- 1973-1974 : grande famine dans la zone soudano-sahélienne jusqu’en Éthiopie où elle fait 150 000 morts[13].
- 1974 : fondation de la Communauté économique des États de l’Afrique de l’Ouest par sept anciennes colonies françaises, dotées d’une monnaie commune, le franc CFA, soutenu par le Trésor français[14].
- 1974-1983 : la mauvaise gestion et la corruption entraine une inflation vertigineuse au Zaïre. Les prix sextuplent. Le FMI et la banque mondiale imposent un assouplissement du régime politique en contrepartie d’une série de plans de stabilité (1976, 1977, 1979)[15].

- L’Union soviétique absorbe de 33 % à 40 % des exportations de l’Égypte entre 1969 et 1972 et fournit en moyenne 13 % du total des importations.
- Sadate se rapproche de l’Occident et se tourne vers le libéralisme économique. L’Égypte bénéficie de nouvelles ressources : émigrés égyptiens travaillant dans le golfe Persique et l’Irak, réouverture du canal de Suez, tourisme. La croissance économique redémarre (7 % par an en moyenne entre 1972 et 1986).

### Amérique
- 1970 :
  - le PNB des États-Unis (1 000 milliards de dollars) représente 30 % du PNB mondial en 1970. 23 milliards de déficit budgétaire. Le budget de la défense atteint 80 milliards de dollars.
  - concentration urbaine aux États-Unis : 75 % des Américains vivent sur 1,5 % du territoire.
  - Omar Torrijos lance une série de réformes sociales au Panama (loi sur l’éducation, code du travail, loi sur le logement) et promulgue la loi bancaire qui fait de Panama un centre financier d’importance internationale. Il se sert de la question du canal pour consolider son régime et « transformer cette caricature de pays en une nation »[16].
- 1970-1974 : l’économie mexicaine connaît une croissance annuelle régulière de 6,3 %.
- 1970-1979 : stagnation du taux de pauvreté aux États-Unis qui passe de 12,5 % à 11,5 % de la population malgré le doublement des dépenses d'aide sociale. Elle concerne 30 millions de personnes, pour un tiers d'Afro-Américains et de Latinos[17].
- 1971, Chili : nationalisation des banques étrangères et des industries (fabrique de ciment, mines de fer et de salpêtre, mines de cuivre. Accélération de la réforme agraire : la plus grande propriété du pays (730 000 ha) est expropriée. En un an, l’Unité populaire exproprie autant que le gouvernement de Frei en six ans. Le gouvernement chilien procède à une redistribution de pouvoir d’achat en faveur des couches défavorisées par l’augmentation des salaires. En 1971, la croissance atteint 7,7 % contre 3,6 % en 1970 et l’inflation baisse à 22 %. Dans le même temps, la hausse de la consommation excède celle de la production, ce qui provoque d’importants déséquilibres financiers. La chute des cours du cuivre prive le gouvernement socialiste du Chili d’importantes rentrées fiscales alors que les dépenses de l’État sont en pleine augmentation (hausses de salaires). Le déficit est couvert par une création monétaire, ce qui alimente l’inflation. La masse monétaire augmente de plus de 1 600 % pendant les trois ans du gouvernement de l’Unité populaire de Salvador Allende[16].
- 1972 :
  - les nationalisations se poursuivent au Chili : transports maritimes (février), industries Dupont (mars), biens d’ITT (avril)[16].
  - la disparition temporaire des bancs d’anchois au large des côtes du Pérou (ces poissons transformés en farine constituent alors une part importante de l’alimentation animale) provoque le chômage technique de 20 000 personnes ; la croissance de la population d’anchois ne reprend qu’en 1990[18].
- 15 octobre 1973 : après le Coup d'État du 11 septembre 1973 au Chili, un décret du ministère de l’Économie du régime militaire de Pinochet libère totalement les prix, certains demeurant contrôlés (pain, sucre, huile, lait, etc.) et d’autres surveillés (café, produits pharmaceutiques, tarifs scolaires, etc.). Un autre décret prévoit un ajustement des salaires par un système de bonification destiné à compenser l’inflation. Pinochet consolide son autorité grâce à une concentration et une centralisation de l’appareil répressif et en s’entourant d’un groupe de technocrates (les Chicago boys, économistes formés par Milton Friedman à l’université de Chicago) qui élaborent un projet sur lequel baser la légitimation de son pouvoir. Il s’agit d’un « nouveau modèle de développement orienté vers l’extérieur » qui met l’accent sur les exportations et l’ouverture à la compétition internationale. Projet économique, il est aussi social et politique, les principes du marché devant régir l’ensemble de la société selon les principes du néolibéralisme, ce qui suppose une « démocratie restrictive conservatrice ». L’objectif est de détruire toute trace de marxisme qui représente une menace permanente, comme le prétend la « doctrine de la sécurité nationale ». Les excellents résultats économiques des premières années consolident les assises du régime[16].
- 1973-1978 : au Pérou, le pouvoir d’achat de la classe ouvrière baisse de 40 %. En 1978, le salaire minimum ne représente plus que 55 % de son niveau de 1973. Dans le même temps, la dette extérieure a triplé et son service, qui absorbait 15 % des recettes d’exportation en 1969, passe à 35 % en 1979[16].
- 1974 : au Chili, pour lutter contre le déficit public, Pinochet abandonne tous les types de subventions. Seul le budget de la défense augmente de 65 % en 1974. Contre l’inflation, il interdit toute activité syndicale de sorte qu’aucune pression ne s’exerce sur les salaires. Programme de privatisation (96 % des entreprises publiques)[16].
- 1974-1979 : au Brésil, l’après choc pétrolier marque la fin de l’embellie économique, le retour de l’inflation, alors que l’endettement asphyxie le pays. À partir de 1975 le Brésil se tourne vers l’énergie nucléaire et vers l’utilisation d’alcool de canne comme carburant automobile. La diversification des activités industrielles permet de maintenir un taux de croissance moyen du PIB de 7 % entre 1973 et 1980, mais le deuxième choc pétrolier fait entrer le pays en récession en 1981. Les généraux sont discrédités[19].
- 1975 :
  - la croissance diminue et l’inflation augmente au Mexique[20].
  - les cours du cuivre s’effondrent, provoquant une récession au Chili. Le gouvernement d’Augusto Pinochet réagit en redoublant ses efforts de libéralisation de l’économie[16].
- 1976-1981 : le Chili connaît une croissance moyenne exceptionnelle de 6,9 % par an[16].
- 1976-1983 : dictature militaire en Argentine. Le général Videla présente des mesures d’« assainissement » économique inspirées par les économistes de l’École de Chicago (Milton Friedman ou George Stigler). Il dévalue immédiatement la monnaie nationale, réduit les salaires, met un terme au contrôle des prix et aux subventions, supprime les monopoles publics, libère les échanges extérieurs et ouvre l’économie à la concurrence mondiale. Libérés de la tutelle de l’État qui ponctionnait d’importantes marges sur les exportations de produits agricoles, les gros agriculteurs sont satisfaits, mais les industriels ne parviennent pas à supporter le choc et les faillites se multiplient. En raison de l’entrée massive de capitaux, la masse monétaire en circulation est plus difficile à contrôler qu’au Chili et la dictature militaire ne parvient pas à domestiquer l’inflation tout en freinant la croissance une année sur deux[16]. Finalement devant les difficultés, les capitaux s’enfuient : 20 milliards de dollars quittent le pays entre 1976 et 1984, pour une dette s’élevant à 45 milliards.
- 1976, Mexique : découverte de réserves de pétrole brut dans les États de Campeche, Chiapas, Tabasco et Veracruz[21]. La production double pendant la seconde moitié des années 1970.
- 1977 et 1981 : réévaluation de 85 % en Argentine, provoquant un fort déséquilibre des balances commerciales compensé par l’emprunt[16].

### Asie
- 1970 : nouveau plan agricole en Inde qui atteint l’autosuffisance alimentaire au milieu de la décennie[22].
- 1970-1971 : sécheresse en Afghanistan ; les troupeaux sont décimés. Quelque 100 000 personnes seraient mortes de faim à la suite de la famine qui en résulte[23].
- 1970-1979 : les revenus pétroliers de l’Arabie saoudite passent de 1,214 milliards à 48,443 milliards de dollars[24]. Les surplus de revenus sont investis dans les pays occidentaux sous forme de placements bancaires (recyclage des pétrodollars)[25]. Entre 1974 et 1976, les dernières concessions pétrolières sont abolies et nationalisées[26].
- 18 décembre 1971 : réévaluation du yen de 16,88 % (première endaka)[27].
- 1973-1974 : le premier choc pétrolier met un arrêt à la haute croissance et ralentit l’expansion commerciale du Japon ; les prix à la consommation augmentent de 11,7 % en 1973 et de 24,5 % en 1974, la croissance est de -0,2 % en 1974. Le taux de croissance du PIB est divisé par plus de deux (4 % par an entre 1973 et 1990)[27].
- 1973-1990 : en Corée du Sud, le PNB croit de 8,6 % par an[28], alors que la population n’augmente qu’au rythme de 1,5 %. L’agriculture et les mines n’augmentent que lentement, mais les secteurs de l’industrie (+12,6 % par an), du bâtiment, des transports et communications, des activités financières font preuve d’un dynamisme stupéfiant et entraînent l’ensemble de l’économie à la suite des changements structurels qui assurent leur prépondérance. La population active employée dans l’agriculture passe de 63 % à 18 % du total, au profit de l’industrie et des services. La proportion de la population active diplômée de l’enseignement secondaire passe de 14 % en 1970 à 38 % en 1990.
- 1974 : crise économique et agitation sociale en Inde. Taux record d’inflation de 27 %. Régression économique. Le secteur privé, menacé d’étatisation, perd son dynamisme. Le budget de l’État accuse un déficit budgétaire grandissant[29].
- 1975 :
  - de retour au pouvoir, Deng Xiaoping aspire à une Chine puissante, respectée et modernisée. Pour cela il faut accélérer la croissance économique, sortir le pays de la pauvreté, multiplier les stimulants matériels, sans tomber dans le chaos et l’anarchie. Il tient à mettre un terme à la révolution culturelle, à la préférence accordée alors au militantisme au détriment de l’expertise. Son pragmatisme lui fait accorder une priorité absolue aux « quatre modernisations » définies par Zhou Enlai en 1973-1975[30]. Nationaliste (pour les questions de Hong Kong et de Taïwan), Deng sait que la modernisation de la Chine passe par son ouverture : la technologie et les capitaux ne peuvent venir que de l’Occident. Mais pour éviter que le pays ne se disloque et ne cède à ses tentations centrifuges, il refuse une démocratisation qui ferait perdre au parti son monopole du pouvoir. Son programme consiste à transformer progressivement les bases économiques du système socialiste, tout en conservant une organisation politique léniniste.
  - le gouvernement chinois met en place une politique d’immigration de Chinois Han au Tibet central. Selon la république populaire de Chine, 96 000 Han, hors personnel militaire, arrivent au Tibet central dès 1982. La collectivisation des campagnes tibétaines est achevée en décembre 1975[31].
- 1975-1976 :
  - retournement de la conjoncture économique favorisé par des récoltes exceptionnelles en Inde[32].
  - recensement et rééducation au Sud Viêt Nam, placé sous administration militaire ; la masse des anciens soldats et des fonctionnaires sud-vietnamiens suit un stage léger de trois jours, mais les dirigeants subissent une rééducation plus lourde dans des camps à l’écart[33]. Le gouvernement vietnamien tente avec difficulté de désengorger l’agglomération de Saïgon où se sont accumulés des réfugiés fuyant les zones de combat pendant le conflit (10 millions de ruraux déplacés vers les zones urbaines). Un programme de création de « nouvelles zones économiques » (NZE) est lancée, et un million de personnes environ sont déplacées vers les plateaux du centre-sud de 1976 à 1982[34].
- 1975 - 1989 : 1 359 260 départs du Viêt Nam ; le nombre de réfugiés fuyant les régimes communistes en Indochine culmine en 1979 avec 393 562 départs[35].
- 1976 :
  - après la fin de la révolution culturelle, le Tibet bénéficie d’une petite dose de tolérance, en particulier religieuse[36].
  - 40 % des Indonésiens vivent en dessous du seuil de pauvreté (54 millions sur 135)[37].
- 1977 : à Taïwan, les trois zones franches accueillent 267 usines et emploient 71 000 personnes[38], parmi leurs activités : production de téléviseurs, d’objets en plastique, de confection et de bonnèterie. La seule obligation de ces entreprises est celle d’exporter la totalité de la production.
- Décembre 1978 : en Chine, le troisième plénum du XIe Comité central fixe les objectifs des Quatre modernisations (agriculture, industrie, technologie et défense nationale)[30]. Une réforme agraire est amorcée. Les communes populaires et la collectivisation des campagnes sont supprimées. Les paysans reçoivent des lots de terres avec des baux de longue durée d’au moins quinze ans ; leurs revenus dépendent désormais de leur travail. En contrepartie, l’État exige qu’ils livrent des quantités déterminées de produits agricoles pour nourrir les citadins, à des prix fixés à l’avance, mais nettement plus élevés que ceux pratiqués auparavant. Les paysans disposent du surplus comme ils l’entendent. La production agricole augmente et se diversifie : entre 1978 et 1984, la production de grains augmente de 5 % par an moyenne (2,1 % entre 1957 et 1978), celle de la viande progresse de 80 %. L’argent afflue dans les zones rurales, le niveau de vie progresse rapidement : maison en briques, téléviseurs, appareils électroménagers. Entre 1979 et 1984, la consommation réelle par tête chez les paysans progresse de 8,7 % par an, tandis que chez les résidents non agricoles, elle augmente de 5,8 %. Les disparités de revenus s’atténuent entre urbain et ruraux, bien que les campagnes restent en moyenne plus pauvres. Des zones de misère subsistent cependant dans les régions reculées, tandis qu’une population flottante sous-employée va chercher du travail en ville.
- 1979-1980 : la situation économique se dégrade à nouveau en Inde par la conjugaison d’une mauvaise mousson et du second choc pétrolier[39].

- Hafez el-Assad entreprend en Syrie une politique de libéralisation économique tout en conservant l’idéologie socialiste[40]. Les importations étrangères sont pour partie autorisées, l’entreprise privée renaît.
- Les importantes ressources financières que lui procure la hausse du pétrole en 1973 font de l’Iran la puissance dominante du golfe Persique ; l’armée se dote d’équipements modernes. Mais la politique de modernisation du chah inquiète des intérêts acquis, particulièrement ceux du clergé chiite qui attise le mécontentement populaire. Le régime se maintient grâce à une police brutale.
- Exode rural au Liban, entraînant le gonflement des villes de la côte par l’apport de populations montagnardes. Elles transposent dans l’espace urbain les solidarités de groupe et les oppositions traditionnelles entre maronites, druzes et chiites.

### Europe

#### Europe occidentale
- 1970 :
  - Portugal : 29,6 % de la population active travaille dans le secteur primaire, 33,3 % dans le secteur secondaire, 37,1 % dans le secteur tertiaire[41]. L’obligation de la scolarité est étendue à l’âge de 16 ans[42].
  - Danemark : 11,4 % de la population active travaille dans l’agriculture[43].
- 1970-1973 : contestation ouvrière en Espagne ; 1547 grèves en 1970, 542 en 1971, 853 en 1973[44].
- 1971 : le budget de l'Union européenne est financé par des ressources propres (taxes prélevées sur les échanges avec les pays non membres dans le cadre de la politique agricole commune et les droits du tarif douanier commun)[45].
- 1972 : 
  - création du serpent monétaire européen par les accords de Bâle[46].
  - l’Espagne produit 500 000 automobiles par an[47]. Le taux de croissance industriel est de 11 %[48] (comparable à celui du Japon). Plus de trente millions de touristes visitent le pays[49] (pour 1,5 en 1955).
  - Portugal : 17 % d’augmentation des prix en 1972. Le montant des sommes transférés vers le Portugal par les émigrés atteint 10 % des recettes générales de l’État[50].
- 1973 : le Portugal compte 9 millions d’habitants, dont 40 000 étudiants. Plus de deux millions de touristes visitent le pays[51].
- 27 juin 1973 : Citroën et Fiat annoncent leur décision de mettre fin aux rapports établis en 1968[52] ; Michelin rachète la participation actionnaire de Fiat[53].
- 1975 :
  - en Espagne, 22,2 % des actifs travaillent dans le secteur primaire, 37,7 % dans le secteur secondaire, 39,2 % dans le tertiaire[54].
  - création d’un Fonds régional européen pour aider les régions retardataires[55].
- 1976-1979 : retrait du franc du serpent monétaire européen (SME)[56].
- 1977 :
  - pactes de la Moncloa en Espagne ; annonce d'un programme de rigueur et de désinflation, dévaluation de la peseta (-20 % en juillet 1977), limitation des dépenses de l’État (-10 %), modération salariale, réforme fiscale[57].
  - plan d’alphabétisation des adultes au Portugal[58].

##### Royaume-Uni
- 1970 : Equal Pay Act, instituant l’égalité de salaire entre les sexes[59].
- 1970-1971 : 621 000 étudiants au dont 33 % de femmes[60].
- 1970-1979 : processus de désindustrialisation au ; 15 000 emplois sont supprimés dans la construction navale, 60 000 dans la sidérurgie, 57 000 dans l’extraction charbonnière, 250 000 dans le textile, 80 000 dans la construction automobile. La part de l’industrie dans la population active tombe à 38 % à la fin des années 1970 (48 % en 1961) alors que les services progressent de 47 à 58 % dans le même temps[61].

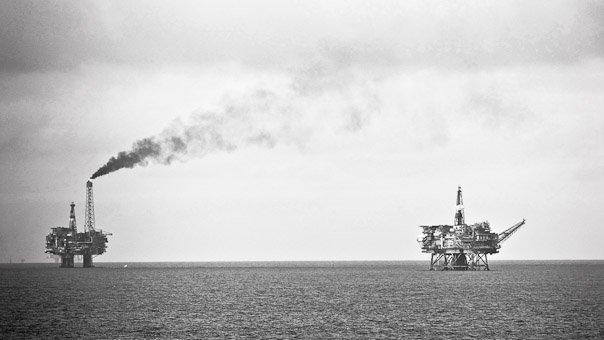
Plates-formes pétrolières Bravo et Alpha mises en exploitation en 1976 sur le champ pétrolifère de Brent, en mer du Nord.

- 1971 : découverte de gisements de pétrole en mer du Nord. En 1979, ils produisent 78 millions de tonnes[61].
- 1971-1975 : augmentation importante de l'inflation. Inférieure à 5 % jusqu'en 1970, elle atteint 9,3 % en 1971, 16  % en 1974 et 25  % en 1975[61].
- 1974 : le taux de natalité tombe à 13 ‰. La mortalité est stable autour de 12 ‰[61]. Les salaires augmentent en moyenne de 28 % en 1974 contre un gain de productivité de 0,5 %, ce qui alimente l’inflation.
- 1974-1976 : crise obligataire. Le pays est placé sous la tutelle du FMI, qui lui octroie un prêt de 3,9 milliards de dollars en 1976 en échange d’une stricte politique d’austérité budgétaire et salariale[62]. Le gouvernement travailliste de Callaghan cherche à limiter les besoins de financement du secteur public.
- 1974-1979 : les travaillistes de retour au pouvoir continuent une politique interventionniste. Harold Wilson augmente les impôts, nationalise l’industrie aéronautique, la construction navale et British Leyland (1975), tandis que Chrysler UK bénéficie de larges subventions[61].
- 1975 : 1,6 milliard de £ de déficit de la balance des paiements[61]. Le Royaume-Uni accuse un déficit de la balance commerciale équivalente à 4 % du PIB. Les produits anglais ne représentent plus que 8 % des exportations mondiales. Cette situation, couplée à une forte hausse de l’inflation oblige le gouvernement travailliste à mener une politique d’austérité : hausse des recettes publiques par la majoration de divers impôts (l’impôt sur le revenu dont la première tranche passe à 35 %, la dernière à 83 %, la TVA qui passe à 25 %) qui passent à 41 % du PIB, restriction de 3 milliards de £ des dépenses publiques. Ces mesures sont censées réduire le déficit à 10 % du PIB. L’impôt sur le revenu représente 14 % du PIB.
- 1976 : le Royaume-Uni tombe au 18e rang par le PNB par habitant (5e en 1951). 1,5 million de demandeurs d’emploi[61].
- 1977 : la part du Royaume-Uni dans la production industrielle mondiale tombe à 9 % (20,5 % en 1955). Les dépenses publiques atteignent 48,5 % du PNB (157 milliards de %)[61].
- 1978 : les dépenses militaires tombent à 4,6 % du PNB. Le revenu moyen par tête passe à prix constant de 3 900 £ en 1978 à 5 200 £ en 1989. 57 % des ménages disposent d’une voiture et 56 % sont propriétaires de leur logement. Le Trades Union Congress compte 13 millions d’adhérents en 1979[61].

##### France
- 1970 :
  - 800 000 atteintes aux biens constatés par les forces de l’ordre, multipliés par 4 depuis 1950. Cette croissance est d’abord alimentée par les vols de véhicules[63].
  - 70 % des ménages possèdent la télévision[64].
- 1970, 1972, 1973 et 1974 : années exceptionnelles d'excédents budgétaires[65] (équilibre budgétaire en 1971).
- 1970-1971 : la part de l'énergie hydroélectrique passe de 40 à 36 %, celle qui provient des centrales au fuel de 20 à 26 %, celle de l’électricité nucléaire de 3,6 % à 5,5 %[66].
- 1970-1973 : croissance du PIB de 5,8 %[67].
- 1970-1980 : le taux de prélèvements obligatoires passe de 35,1 % à 41,7 % du PIB[68]. La part des dépenses publiques dans le PIB passe de 39,6 % à 46,1 %, avec un accroissement sensible après 1974 sous l'effet de la crise[69]
- 1971-1973 : productivité agricole : 43,2 quintaux de blé à l’ha en moyenne (15,8 en 1930-1939), 51 quintaux de maïs (15,6 avant-guerre), 3000 litres de lait par vache et par an en moyenne (1800 en 1945-1950).
- 1971-1972 : 3 561 700 élèves dans les établissements publics de second degré. 697 800 étudiants dans les universités[70].
- 1973-1974 : Premier choc pétrolier ; le prix du baril de pétrole passe de 115 à 375 francs[71]. Chute brutale de la croissance du PIB (5,4 % en 1973, 2,8 % en 1974, -0,3 % en 1975)[67].
- 1973 :
  - les dépenses publiques représentent 39,4 % du PIB (41,9 % en 1968). Elles augmentent de 6,5 points de 1973 à 1980[72].
  - 185 000 moissonneuses-batteuses (5000 en 1950)[70].
- 1974 : 
  - Janvier : la France abandonne la défense des parités fixes, mais ajustables, au profit du flottement autonome du franc[56] ; sa sortie du serpent monétaire européen réduit ce dernier à un mécanisme croupion[73].
  - Juin : « plan Fourcade »  de « refroidissement de l'économie »[74] ; prolongation de l'encadrement du crédit, élévation du taux d'escompte, renforcement de la surveillance des prix, accroissement de la pression fiscale (impôts sur les sociétés et hauts revenus, taxe sur les profits immobiliers et sur les plus-values nées de l'inflation), hausse des prix de l'énergie pour réduire la consommation[75].
  - Décembre : 63 % des ménages possèdent une automobile (72 % des ménages ouvriers). 88,5 % possèdent un réfrigérateur, 48,7 % une machine à laver, 82,4 % la télévision[70].
  - le taux moyen de chômage est de 2,6 % (631 700 chômeurs)[76].
  - 15,2 % d'inflation[67].
  - déficit de la balance commerciale de 17 milliards de francs[77].
- 1975 : 
  - chute de la production industrielle. L’inflation passe la barre des 15 % (été). stagflation[78]. Les mesures fiscales et de dépenses prise en septembre pour relancer l'économie créent un déficit public et le budget de l'État ne retrouvera jamais la situation d'équilibre qu'il a connu de 1970 à 1974[79]. Le budget de l’État encore excédentaire en 1974 (+0,3 % du PIB) devient déficitaire (-2,9 % du PIB)[80].
  - retour momentané du franc dans le SME (serpent monétaire européen) de juillet 1975 à mars 1976[56].
  - 11,7 % d'inflation[67].
  - 3 442 000 d'étrangers (6,5% de la population) ; suspension de l'immigration officielle des travailleurs non-européens par décret du 5 juillet 1974[76].
- 1976 :
  - Septembre : plan de stabilisation économique dit « Plan Barre » ; blocage des prix à la consommation pour trois mois et des tarifs publics pour huit mois, majoration des impôts sur le revenu et sur les sociétés, majoration de la taxe sur les produits pétroliers et de la vignette automobile[56].
  - 9,6 % d'inflation[67].
  - plus de la moitié des ouvriers, deux employés sur trois et huit cadres sur dix sont partis en vacances en 1976[70].
  - 1 franc français de 1976 = 0,66 euro de 2021[81].
- 1976-1979 : reprise modérée de la croissance du PIB (4,6 % en 1976, 3 % en 1977, 3,3 % en 1978, 3,2 % en 1979). En 1979, le deuxième choc pétrolier interromps ce processus et la croissance tombe brusquement à 1,7 % en 1980[67].
- 1977 :
  - un million de chômeurs en mars[56].
  - 9,6 % d'inflation[67].
- 1978 : 11,8 % d'inflation[67].
- 1979 :
  - 13,4 % d'inflation[67].
  - 63,3 % des foyers fiscaux sont soumis à l'impôt sur le revenu[82].

#### Europe orientale et URSS
- Au début des années 1970, la Hongrie accroît ses contacts commerciaux et culturels avec les pays non communistes. On autorise l’économie à s’inspirer des principes d’économie libre ce qui profite à toute la population. Le niveau de vie des Hongrois se situe aux alentours de 80-90 % de la moyenne européenne dans les années 1970. Le salaire réel et la consommation des ménages ont triplé par rapport à l’avant-guerre et l’époque stalinienne.
- 1971-1975 : plan quinquennal en Pologne[83]. Mesures économiques : blocage des prix, augmentation des salaires, réduction de la durée de travail, extension de la sécurité sociale, construction de nouveaux logements. Le gouvernement Edward Gierek, pour relancer la croissance, met peu à peu en œuvre une profonde réforme économique en donnant une plus grande autonomie aux entreprises, en privatisant une partie du secteur commercial, en ouvrant plus largement le commerce extérieur vers l’Occident. La Pologne s’endette auprès des pays Occidentaux pour acheter des équipements et des brevets, comptant rembourser sa dette en exportant vers l’Ouest des articles manufacturés compétitifs grâce aux faibles salaires polonais. Mais la crise économique consécutive au choc pétrolier l’empêchere de réaliser ses objectifs, et il lui faut se rabattre sur les marchés des pays socialistes et surtout de l’Union soviétique, où les transactions commerciales à partir de 1976 s’effectuent en unités de compte inconvertibles dont la valeur nominale s’apprécie au fur et à mesure de la dévaluation du dollar. La Pologne ne gagne pas assez de devises fortes pour rembourser ses dettes (qui passent de 764 millions de dollars en 1971 à 7,4 milliards en 1975, 26 milliards en 1981) et sa croissance en est bloquée (faute d’un approvisionnement régulier) avec des conséquences néfastes sur le niveau de vie.
- 1972 :
  - effort naval soviétique : l’URSS peut déployer 820 grands navires (447 pour les États-Unis). En 1978, l’URSS peut déployer 740 grands navires contre 289 pour les États-Unis. Mais la flotte américaine est supérieure en tonnage. Ses bâtiments sont plus lourds et bénéficient presque tous de la propulsion nucléaire[84].
  - mauvaises récoltes en Union soviétique. Une série de mesures sont prises pour essayer d’accroître les rendements agricoles : salaire mensuel pour les agriculteurs, techniques de gestion affinées, usage d’engrais et de machines, développement de l’irrigation, regroupement des petits fermiers des kolkhozes et renforcement des sovkhozes, grands centres d’exploitation agricole appartenant à l’État. Ces mesures, associées à des conditions météorologiques favorables, ont pour effet les moissons records en 1973, 1974 et 1976.
- 1976-1980 : dixième plan quinquennal en Union soviétique[85]. Il réaffirme la priorité accordée à l’industrie lourde, qui bloque toute velléité de réorientation économique.
- 1978 : le pacte de Varsovie peut mobiliser instantanément 943 000 soldats (contre 626 000 pour l’OTAN). Il dispose d’un avantage certain en nombre de chars, de canons et d’avions[86].
- 1979 - 1981 : les mauvaises récoltes se succèdent en URSS[85]. Elles bloquent les investissements. À la fin des années 1970, l’économie soviétique entre dans une crise structurelle : elle est confrontée à une raréfaction relative des ressources (main-d’œuvre et capital), dont les conditions d’utilisation se sont brutalement détériorées (le ratio constructions inachevées/investissement s’accroît). Les difficultés de la vie quotidienne augmentent (pénurie de logement, queue devant les magasins d’alimentation, rareté des articles manufacturés). Une couche sociale privilégiée (élite politique, militaire ou culturelle) apparaît. Les médiocres performances de l’économie en matière de service aux consommateurs favorisent le développement de la corruption à l’ère de la stagnation. L’économie souterraine se développe et les dirigeants d’entreprise impliqués fusionnent avec les hautes sphères du Parti et de l’appareil d’État, qui acceptent des pots-de-vin. Il s’ensuit une démoralisation, et les vols sur les lieux de travail se multiplient. Le contraste entre les comportements quotidiens et les valeurs socialistes développe le cynisme (taux de divorce élevé, alcoolisme). L’aggravation de la situation, dans un régime policé qui n’admet pas la contestation, se traduit par une apathie politique.

## Démographie
- 1970 :
  - la population de la Terre est estimée à 3,637 milliard d'êtres humains[87].
  - 48 225 238 habitants au Mexique[88].
  - 352 millions d’habitants en Afrique (9,7 % de la population mondiale). 43 % de moins de 15 ans en moyenne.
  - 290 000 blancs en Angola, soit 5,1 % de la population.
  - 50,7 millions d’habitants au Mexique, 4,7 millions en Bolivie, 9,7 au Chili, 13,6 au Pérou, 93,2 millions au Brésil, 8,3 à Cuba, 5,2 en Haïti, 4,2 en République dominicaine, 24,3 millions en Argentine, 2,4 au Paraguay, 2,9 en Uruguay, au Costa Rica, 5,2 au Guatemala, 2,6 au Honduras, 2 au Nicaragua, 1,4 au Panama, 3,4 au Salvador, 22,2 en Colombie, 6 en Équateur, 10,7 au Venezuela.
- 1971 : recensement au Canada ; le pays compte 21 568 311 habitants[89].
- 1974 : 6,5 millions d’habitants en Côte d’Ivoire.
- 1975 : 46 millions d’habitants au Viêt Nam, qui a compensé les pertes de la guerre (1,5 million de victimes civiles) par une forte natalité. Sept millions de tonnes de bombes ont été larguées sur le Viêt Nam durant la guerre.

## Publications
- 1970 : George Akerlof écrit « The Market for “Lemons” : Quality Uncertainty and the Market Mechanism », un article de théorie économique établissant les bases de la théorie de la sélection adverse.